# Anoplodactylus chilensis
Anoplodactylus chilensis är en havsspindelart som beskrevs av Child, C.A. 1987. Anoplodactylus chilensis ingår i släktet Anoplodactylus och familjen Phoxichilidiidae. Inga underarter finns listade i Catalogue of Life.